# Vadena
Vadena tiếng Đức: Pfatten; Archaic (860AD): Vatina; Archaic (1242AD): Fatena) là một đô thị ở tỉnh Bolzano-Bozen trong vùng Trentino-Alto Adige/Südtirol của Ý, có vị trí cách khoảng 40 km về phía đông bắc của thành phố Trento và khoảng 10 km về phía tây nam thành phố Bolzano.
Tại thời điểm ngày 31 tháng 12 năm 2004, đô thị này có dân số 853 người và diện tích là 13.5 km².
Đô thị Vadena có các frazione (đơn vị cấp dưới) Piccolongo.
Vadena giáp các đô thị: Auer, Bolzano, Bronzolo, Eppan an der Weinstraße, Kaltern an der Weinstraße, Laives và Tramin an der Weinstraße.